# Almiro do Couto e Silva
Almiro Régis Matos do Couto e Silva foi Procurador do Estado do Rio Grande do Sul, jurista e professor de renomado destaque na produção doutrinária no campo Direito Administrativo no Brasil, tendo lecionado no programa de Pós-Graduação da Faculdade de Direito da Universidade Federal do Rio Grande do Sul.
Em 1962-1963, realizou Especialização Em Direito Administrativo na Universitade de Heidelberg (Ruprecht-Karls, Alemanha) sob a orientação dos Professores Ernst Forsthoff e Geraldo Broggini.
Iniciou a sua carreira docente como professor de Direito Romano, em 1965. Por concurso, em que seria classificado em primeiro lugar, passou a integrar a Faculdade da UFRS como professor de direito administrativo. Como Professor de Direito Público da Curso de Pós-Graduação, orientou mais de duas dezenas de alunos de mestrado e doutorado.
Na condição de procurador do estado do Rio Grande do Sul exerceu o cargo  de Consultor Jurídico da Secretaria do Estado do Interior e Justiça. No plano federal, foi Coordenador Geral da Comissão de Estudos Legislativos do Ministério da Justiça.
Recebeu diversas honrarias, como o Prêmio Medalha Oswaldo Vergara, concedido pela OAB/RS, e a Comenda de Jurista Eminente concedida pelo Instituo dos Advogados do Rio Grande do Sul.

## Principais trabalhos
- Notas sobre o Dano Moral no Direito Administrativo. Revista da Associação dos Juízes do Rio Grande do Sul AJURIS - Edição Histórica, Porto Alegre, v. 32, n. 100, p. 17-30, 2005.
- O Princípio da Segurança Jurídica (Proteção à Confiança) no Direito Público Brasileiro e o Direito da Administração Público de Anular os seus Próprios Atos: o prazo decadencial do art. 54 da Lei do Processo Administrativo da União (Lei n 9.784/99), Revista Brasileira de Direito Público RBDP, Porto Alegre, v. vol 06, n. jul/set, p. 7-59, 2004.
- Correção de Prova de Concurso Público e Controle Jurisdicional. Direito Público Estudos em Homenagem ao Professor Adilson Abreu Dallari, Coordenador Luiz Guilherme da Costa Wagner Junior, Porto Alegre, p. 13-30, 2004.
- Princípio da Legalidade da Administração Pública e da Segurança Jurídica no Estado Contemporâneo. Revista da Procuradoria-Geral do Estado do RS, Porto Alegre, v. 57, p. 13-31, 2003.
- Poder Discricionário no Direito Administrativo Brasileiro. Revista da Procuradoria-Geral do Estado do RS, Porto Alegre, v. 57, p. 93-106, 2003.

Homenagem
- Fundamentos do Estado de Direito: Estudos em homenagem ao Professor Almiro do Couto e Silva - Livro Fundamentos do Estado de Direito -organizador - Humberto Ávila (Ed. Malheiros, 2005).